# Claudia Pittelli
Claudia Pittelli (Roma, 1º gennaio 1973) è un'attrice, doppiatrice e dialoghista italiana.

## Doppiaggio

### Film
- Mae Whitman in Boogeyman 2 - Il ritorno dell'uomo nero
- Andrea Langi in Olé
- Amy Adams in Prova a prendermi
- Dominique Swain in Lolita
- Ludivine Sagnier in Swimming Pool
- Julieta Zylbelberg in La niña santa
- Pauline Lynch in Trainspotting
- Heather Matarazzo in L'avvocato del diavolo
- Nina Sosanya in Love Actually - L'amore davvero
- Katie Holmes in Wonder Boys
- Gemma Arterton in RocknRolla
- Alexandra Dahlström in Fucking Åmål - Il coraggio di amare
- Alexandra Adi in American Pie
- Élodie Bouchez in La vita sognata degli angeli
- Jill Ritchie in D.E.B.S. - Spie in minigonna

### Serie televisive
- Ashlie Brillault in Lizzie McGuire
- Lindsay Sloane in Sabrina, vita da strega
- Anna Faris in Friends
- Liza Weil in Una mamma per amica
- Leisha Hailey in The L Word, The L Word: Generation Q[1]
- Mercedes McNab in Buffy, Angel
- Alicia Witt in I segreti di Twin Peaks
- Laura Smyth in Baby Reindeer

### Serie animate
- Renada in Renada
- Katsuko Nagasawa in Pretty Cure Max Heart
- Ayumi Himekawa in La maschera di vetro
- Marilú bambina in Leone il cane fifone
- Dino (1 stagione) in Le Superchicche

## Filmografia

### Cinema
- Melissa P., regia di Luca Guadagnino (2005)

### Televisione
- Ovidio - serie TV (1989)
- Elisa di Rivombrosa 2 - serie TV (2005)
- Le tre rose di Eva - serie TV (2012)